# Chiriboga albituber
Chiriboga albituber is een hooiwagen uit de superfamilie Gonyleptoidea.